# غيرارد فيليبس
غيرارد فيليبس (بالهولندية: Gerard Philips)‏ (9 أكتوبر 1858 في زالتبومل - 25 يناير 1942 في لاهاي) كان رجل أعمال هولندي.
كان والده بنيامين فريدريك ديفيد فيليبس (1830 - 1900) مصرفي في زالتبومل بهولندا، أما والدته فاسمها ماريا هيليغرس (1836 - 1921). أسس غيرارد فيليبس شركة الإلكترونيات العالمية فيليبس في 15 مايو 1891 وكان رئيساً لها منذ تأسيسها إلى غاية 1922. كانت الشركة في الأصل تنتج المصابيح المتوهجة.
انها غيرارد تعليمه في جامعة "دلفت" كمهندس ميكانيكي، تابع غيرارد دورة في "الإضاءة الكهربائية وطاقة النقل" في جامعة "جلاسكو".وهناك عرض عليه منصب في مجموعة الأبحاث 1886-1887 تحت إشراف السير ويليام طومسون، الذي أصبح فيما بعد اللورد كلفن.
ثم عمل جيرارد في لندن في "angelo-American brush electric light Corporation" وبعدها في برلين كعامل فير"Allgemeine Elektricitäts-Gesellschaft" 

## رجل الأعمال غيرارد
قام غيرارد مع والده فريدريك بتطوير خطة عمل تميزت عن الشركات المصنعة الأخرى. استخدم غيرارد اسلوب تنافسي واحد وهو التركيز على جودة منتج واحد فقط وهو(مصباح خيوط الكربون). فبالنسبة لشركات أخرى، كانت المصابيح الكهربائية مجرد جزء من مجموعة أكبر من المنتجات الإلكترونية. 
بعدعشر سنوات من تأسيس شركة فيليبس في 15 مايو 1891، أصبحت منافسًا للشركات الصناعية العملاقة مثل سيمنز آند هالسكي، وإيه إي جي، وجنرال إلكتريك. واصل جيرارد فيليبس مشاركته في جودة عمليات التصنيع. وكان قوله المأثور: "عندما توجد الجودة، تأتي الكمية بشكل طبيعي".

## البحث والتطوير
أسس مختبر( Philips Natuurkundig  ) في عام 1914. وكان لأبحاث فيليبب دورًا أساسيًا في توسيع مجموعة منتجات الشركة إلى ما هو أبعد من الإضاءة.
ومن خلال البحث والتطوير في مجال الراديو وأنابيب الأشعة السينية، دخلت شركة فيليبس سوق الأجهزة الإلكترونية الاستهلاكية والرعاية الصحية. ومن خلال القيام بذلك، وضع جيرارد فيليبس الأساس لعدد كبير من الابتكارات التي أدت إلى تحسين حياة الناس في جميع أنحاء العالم. 

## وصلات خارجية
- سيرة ذاتية باللغة الهولندية